# 2. Rundfunk-Urteil
Das 2. Rundfunk-Urteil des Bundesverfassungsgerichtes vom 27. Juli 1971 (Fundstelle: BVerfGE 31, 314 – Umsatzsteuer) bezeichnet in der deutschen Rechtswissenschaft das zweite in einer Reihe von Urteilen des BVerfG zur Rundfunkfreiheit. Das Urteil legte die Grundrechtsfähigkeit und die Umsatzsteuerfreiheit öffentlich-rechtlicher Rundfunkanstalten fest.

## Sachverhalt
Im Zuge der Einführung der deutschen Umsatzsteuer legte das Umsatzsteuergesetz vom 29. Mai 1967 fest, dass öffentlich-rechtliche Rundfunkanstalten „gewerblich oder beruflich“ im Sinne des Steuerrechts sind und damit auf die Einnahmen aus den Rundfunkgebühren eine Umsatzsteuer in Höhe von fünf Prozent zu entrichten haben.
Das Land Hessen wandte sich daraufhin an das Bundesverfassungsgericht im Rahmen einer abstrakten Normenkontrolle, da es diese Regelung für verfassungswidrig hielt. Zudem legten sämtliche deutsche Rundfunkanstalten mit Ausnahme des Senders Freies Berlin Verfassungsbeschwerde ein, weil sie sich in ihren Grundrechten verletzt sahen.

## Zusammenfassung des Urteils
Zunächst entschied das Bundesverfassungsgericht, dass die Verfassungsbeschwerden der Rundfunkanstalten zulässig sind. Zwar gelten die Grundrechte für juristische Personen des öffentlichen Rechts nicht, aber ausnahmsweise können sie Verfassungsbeschwerde einlegen, wenn sie von einem Verstoß gegen die Rundfunkfreiheit unmittelbar betroffen sind.
Der angefochtene Paragraph im Umsatzsteuergesetz ist rechtswidrig, weil der Bund nach Art. 105 Abs. 2 GG a. F. keine Gesetzgebungskompetenz in diesem Bereich hat. Der öffentlich-rechtliche Rundfunk ist kein Gewerbebetrieb, sondern Sache der Allgemeinheit, der in voller Unabhängigkeit betrieben und von jeder Beeinflussung freigehalten werden muss. Nach Art. 105 Abs. 2 GG a. F. hat der Bund die konkurrierende Gesetzgebung im Falle von „Verbrauch- und Verkehrssteuern“, diese setzt aber ein tatsächliches wirtschaftliches Handeln voraus, was im Falle von Rundfunkanstalten nicht vorliegt.

## Aus den Gründen
S. 21–22: „Nach Art. 19 Abs. 3 GG gelten die Grundrechte auch für inländische juristische Personen, soweit sie ihrem Wesen nach auf diese anwendbar sind. Für juristische Personen des öffentlichen Rechts gelten sie jedoch grundsätzlich nicht, soweit sie öffentliche Aufgaben wahrnehmen; der Rechtsbehelf der Verfassungsbeschwerde steht ihnen insoweit nicht zu. Etwas anderes gilt dann, wenn ausnahmsweise die betreffende juristische Person des öffentlichen Rechts unmittelbar dem durch die Grundrechte geschützten Lebensbereich zuzuordnen ist. […] Mit der Verfassungsbeschwerde können die Rundfunkanstalten daher zulässig eine Verletzung ihres Grundrechts auf Rundfunkfreiheit geltend machen.“
S. 33: "Der Rundfunk ist „Sache der Allgemeinheit“. Er muss in voller Unabhängigkeit überparteilich betrieben und von jeder Beeinflussung freigehalten werden. Die Darbietungen sollen „Nachrichten und Kommentare, Unterhaltung, Bildung und Belehrung, Gottesdienst und Erbauung vermitteln und dem Frieden, der Freiheit und der Völkerverständigung dienen“. Die verschiedenen weltanschaulichen, wissenschaftlichen und künstlerischen Richtungen sind zu berücksichtigen."
S. 38: „Die Rundfunkanstalten stehen in öffentlicher Verantwortung und erfüllen, indem sie Aufgaben öffentlicher Verwaltung wahrnehmen, zugleich integrierende Funktionen für das Staatsganze. Ihre Sendetätigkeit ist nicht gewerblicher Art.“
S. 46: "Ist aber, wie die Rechtsentwicklung bestätigt, die Umsatzsteuergesetzgebungskompetenz aus Art. 105 Abs. 2 GG a.F. ihrem Wesen nach dadurch begrenzt, dass nur ein privatwirtschaftlicher Leistungsaustausch besteuert werden darf, so kann der Bundesgesetzgeber diese Schranke nicht durch ein „gelten als“ durchbrechen. Er hat damit den Bereich des Umsatzsteuerrechts und auch das System des Umsatzsteuergesetzes 1967 verlassen. Er hat mit Hilfe einer Fiktion eine Umsatzsteuer einzuführen versucht, die mit einer immanenten Sachgebundenheit des vom Verfassungsgesetzgeber implicite übernommenen Begriffs der Umsatzsteuer nicht vereinbar ist, und eine Kompetenz in Anspruch genommen, die er auf Grund des Art. 105 Abs. 2 GG a.F. nicht besitzt."

## Folgen des Urteils
Mit diesem Urteil ebnete das Bundesverfassungsgericht den Weg für eine Reihe weiterer Rundfunk-Urteile, in denen Rundfunkanstalten im Rahmen einer Verfassungsbeschwerde ihr Grundrecht auf Rundfunkfreiheit verletzt sahen.